# Kim Sun-min

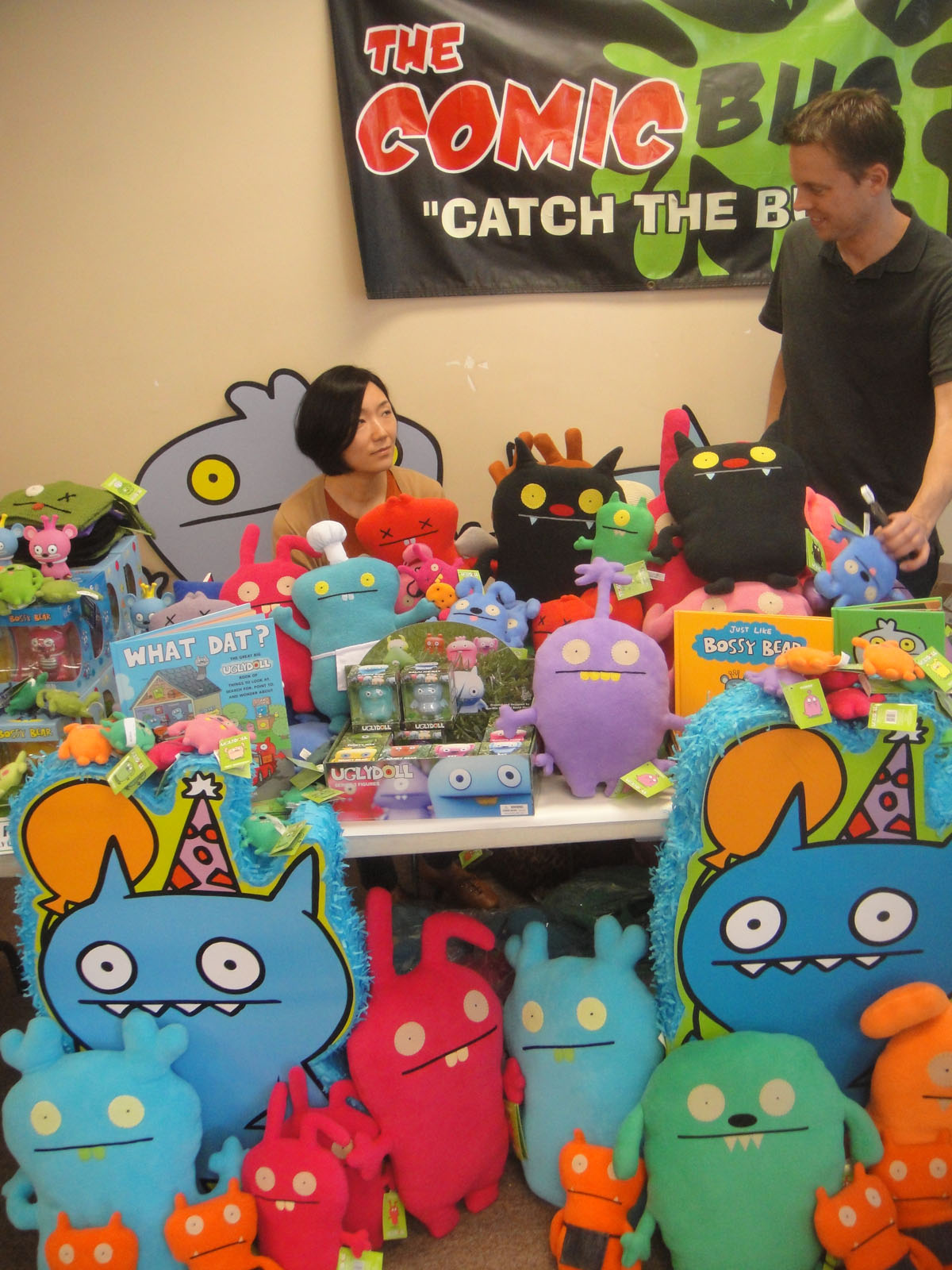
Die Schöpfer der Uglydolls Sun-Min Kim (links) und David Horvath mit einigen Artikeln beim Free Comic Book Day 2012

Kim Sun-min (* 8. Juni 1976 in Südkorea) ist eine aus Südkorea stammende Kinderbuchautorin und Charakter-Designerin der Kunstrichtung Urban Vinyl.
Sie lernte ihren späteren Ehemann David Horvath an der Parsons The New School for Design kennen und machte hier ihren Abschluss. Nachdem ihr Studentenvisum 2001 abgelaufen war, musste sie zwischenzeitlich nach Südkorea zurückkehren. Zusammen mit Horvath erschuf sie die Uglydolls, die erfolgreichste Designer-Toy-Collection. Sie schrieben sich Liebesbriefe und am Ende eines dieser Briefe entstand die erste Zeichnung einer Uglydoll. 2005 heirateten sie und haben gemeinsam ein Kind. Kim lebt und arbeitet in Los Angeles und Seoul.
Neben den gemeinsamen Arbeiten wie den Uglydolls und Pounda gestaltet Kim auch allein, zum Beispiel ihren Spider Boom-Character oder wird eingeladen zu Art Toy Serien, wie Dunny, Qee, Circus Punks und Trexi.
Die Horvath/Kim-Figuren werden oft sowohl als Vinylfigur wie auch als Designer-Plüsch produziert.